# Rio Pardo (Bahia)
O rio Pardo é um curso de água que banha os estados de Minas Gerais e Bahia, no Brasil. Nasce na serra das Almas, no município mineiro de Rio Pardo de Minas, percorrendo 565 km até sua foz no Oceano Atlântico em Canavieiras, no litoral baiano, a 18 km da foz do rio Jequitinhonha. Permeia 220 km em território mineiro e outros 345 km em terras baianas. Sua bacia hidrográfica conta com área total de 32 334 km² e abrange 37 municípios, sendo 13 em Minas Gerais e 24 na Bahia.
No século XVI, o leito começou a ser utilizado por bandeirantes e desbravadores, a exemplo de Francisco Bruza Espinosa, como via de penetração em busca de metais preciosos. Depararam-se com os indígenas (como os aimorés, tapuias, mongoiós e pataxós), os quais foram dizimados pelos forasteiros com a intenção de dominar as terras, dando sequência ao surgimento de vilas nas proximidades dos rios a partir do final do século XVII. No período colonial o curso era chamado de "rio Santo Antônio".

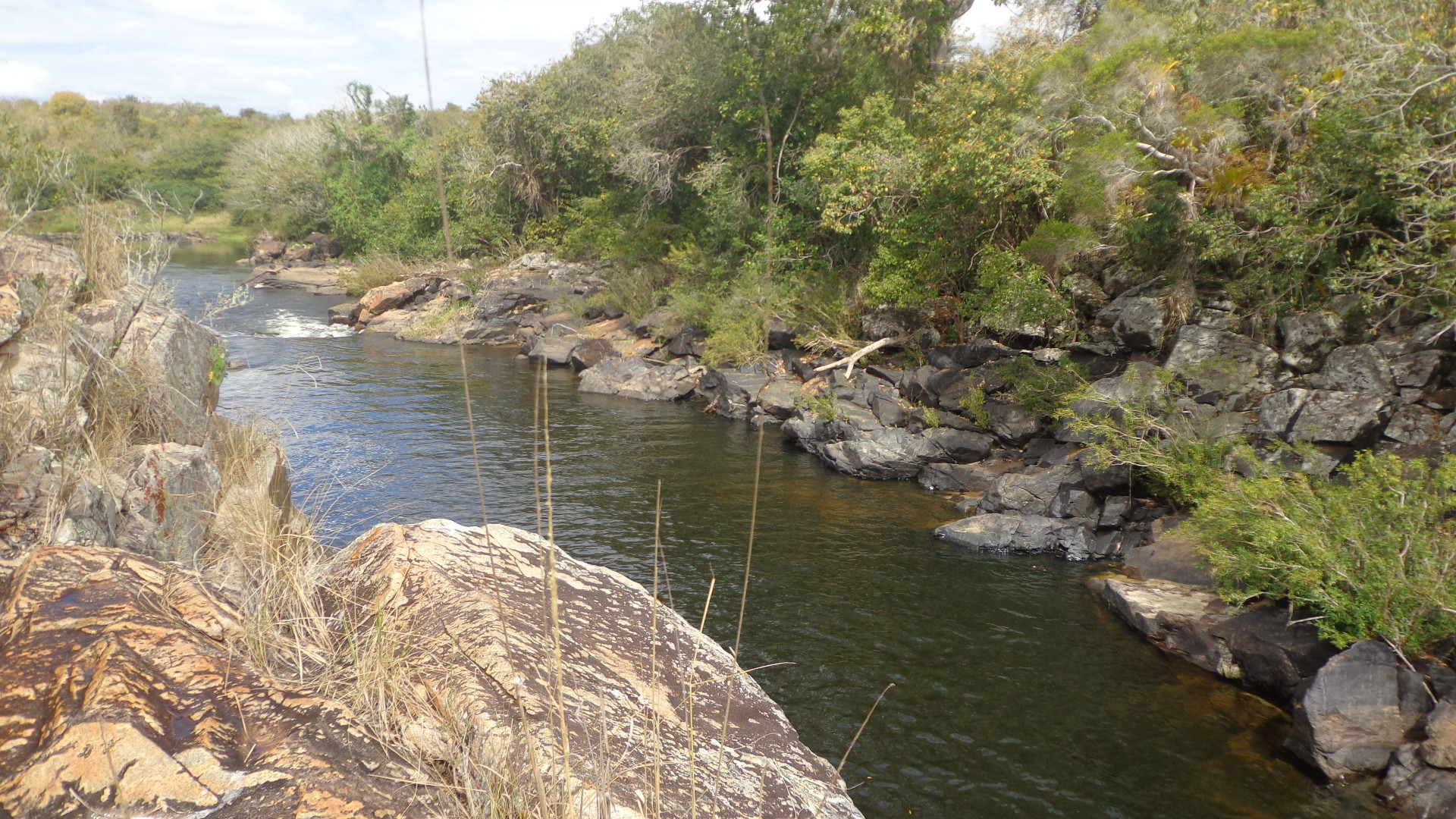
Rio Pardo na terra indígena Caramuru-Paraguaçu, Bahia.
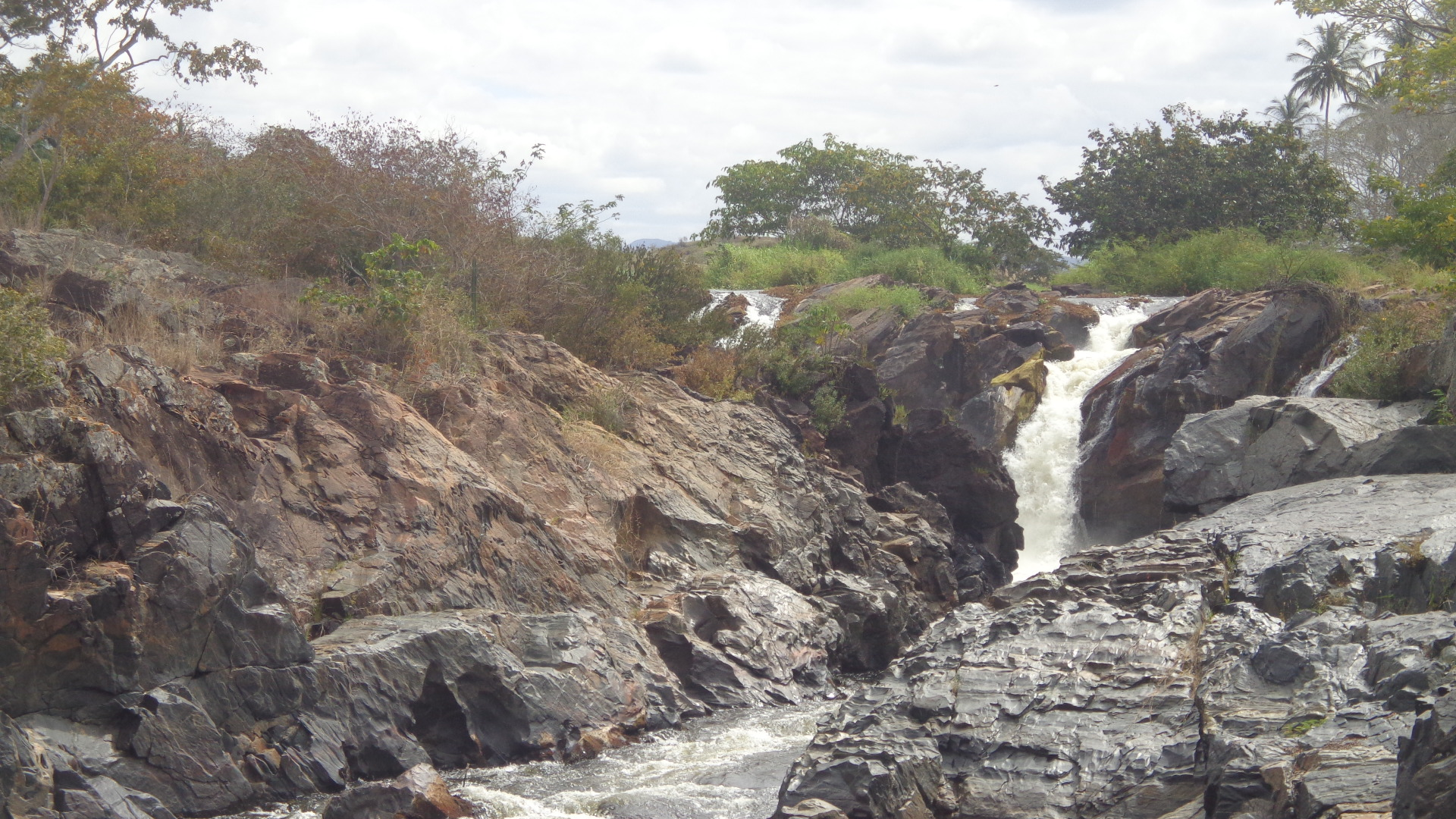
Rio Pardo na região de Pau Brasil, Bahia.
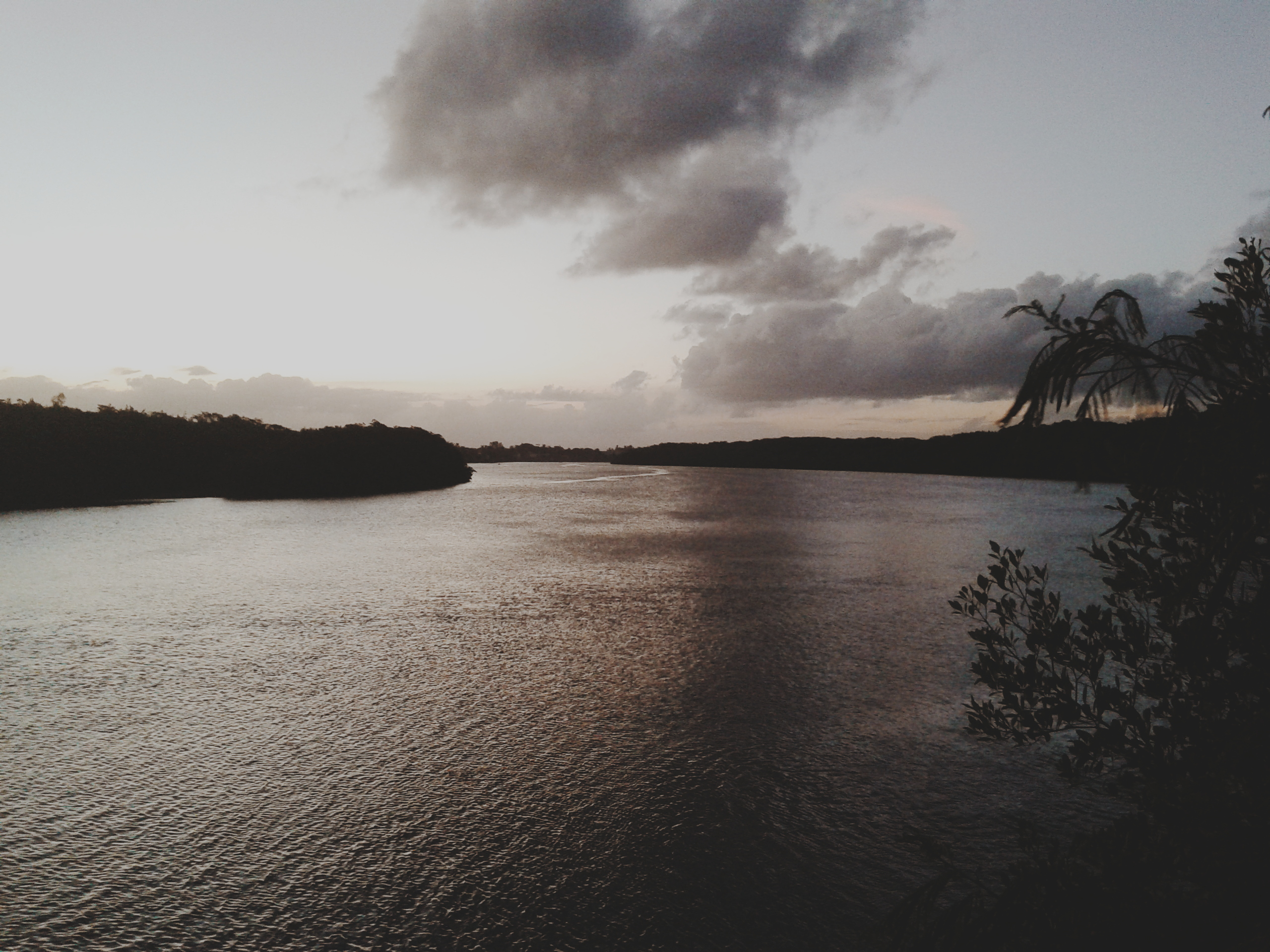
Rio Pardo em Canavieiras, Bahia.